# Caroline de Wartensleben
La comtesse Caroline Frédérique Cécile Clothilde de Wartensleben (6 avril 1844 à Mannheim – 10 juillet 1905 à Detmold) est une noble allemande. Elle est une fille du comte Léopold de Wartensleben (1818-1846) et de Mathilde Halbach (1822-1844), fille d'Arnold Halbach, un industriel américain, dont la fortune familiale est devenu importante dans l'armement allemand, mais la question de son rang dynastique devient une question importante en 1905, à la suite d'un litige sur la succession au trône de la principauté de Lippe.

## Mariage
Le 16 septembre 1869 à Neudorf, dans la province de Posnanie, elle épouse le comte Ernest de Lippe-Biesterfeld (1842-1904), (qui sera régent de la Lippe de 1897 à 1904). 
Or, dans les différends sur la succession de la principauté de Lippe (1904-1905), le prince de Schaumbourg-Lippe affirme que Caroline, qui appartient à une famille non-régnante de la petite noblesse élevée au rang de Graf (le comte) au 18e siècle (et dont la mère n'est pas noble de naissance), a un rang insuffisamment élevé pour épouser un comte de Lippe, ce qui rend potentiellement son fils inapte pour accéder au trône de la principauté de Lippe. 
Le 25 octobre 1905, le comité d'arbitrage de l'Empire (Reichsgericht) accepte les conclusions de l'arbitrage de 1897 affirmant que, au moins jusqu'en 1815, dans la Maison de Lippe les personnes sans titre ont le droit de se marier avec des princes de Lippe. Cette décision est fondée sur la constatation que de tels mariages, n'ont pas été interdits ni par la précédente loi de la maison , ni par un modèle matrimonial clair avant 1815, et qu'aucun changement dans la politique dynastique n'a explicitement été mis en œuvre par la suite. Le mariage avec une comtesse Wartensleben est valable pour les fins de la transmission des droits de succession pour les descendants. Ainsi, les enfants de Caroline avec le régent de Lippe, le comte Ernest, sont dynastes et le prince de Schaumbourg-Lippe se désiste de son opposition formelle. Les rois, les tribunaux et les législatures de l'Allemagne acceptent la décision et son fils aîné est immédiatement reconnu comme Léopold II, prince souverain de Lippe, régnant jusqu'à son abdication en 1918, lorsque l'Empire allemand s'effondre à la suite de la perte de la première Guerre Mondiale

## Descendance
Ernest et Caroline ont six enfants; ils sont tous titrés comtes et comtesses de Lippe-Biesterfeld à la naissance; la décision, en 1905, fait d'eux des princes et des princesses de Lippe.
- Adelaide (22 juin 1870 - 3 septembre 1948) épouse Frédéric-Jean de Saxe-Meiningen; ils sont les grands-parents de Regina de Saxe-Meiningen, épouse du prince héritier Otto d'Autriche
- Léopold IV (30 mai 1871 - 30 décembre 1949) épouse en 1901 Bertha de Hesse-Philippstahl-Barchfeld (1874-1919)
- Bernhard (26 août 1872 - 19 juin 1934), marié morganatiquement à Armgard von Sierstorpff-Cramm (1883-1971) et est le père de Bernhard de Lippe-Biesterfeld (1911-2004), le mari de la Reine Juliana des Pays-Bas
- Jules (2 septembre 1873 - 15 septembre 1952) marié Marie de Mecklembourg-Strelitz
- Carole (2 septembre 1873 - 23 avril 1958)
- Mathilde (27 mars 1875 - 12 février 1907)